# Emericella similis
Emericella similis är en svampart som beskrevs av Y. Horie, Udagawa, Abdullah & Al-Bader 1990. Emericella similis ingår i släktet Emericella och familjen Trichocomaceae.   Inga underarter finns listade i Catalogue of Life.